# 孫俊 (三國)
孫俊（？—266年），孫權之孫，孫和第四子，系孙和正妃张承女张氏所出，故为孫皓嫡出之弟。封為骑都尉。與孫河之四子同名。
末帝孫皓在武昌，吴兴人施但劫持孫俊的三哥永安侯孫謙為帝，孫皓將孫謙毒死。孫俊聪明辨惠，为远近所称道，深受孫皓猜忌，孫皓將他殺死。